# Dylan Thomas (hockey sur gazon)
Pour les articles homonymes, voir Thomas.
Dylan Thomas est un joueur de hockey sur gazon néo-zélandais évoluant au poste d'attaquant au Central Falcons et avec l'équipe nationale néo-zélandaise.

## Biographie
Dylan est né le 14 février 1996 à Tokoroa,.

## Carrière
Il a été appelé en équipe nationale première en 2020 pour concourir aux Jeux olympiques d'été à Tokyo, au Japon.